# Robert Lipshutz

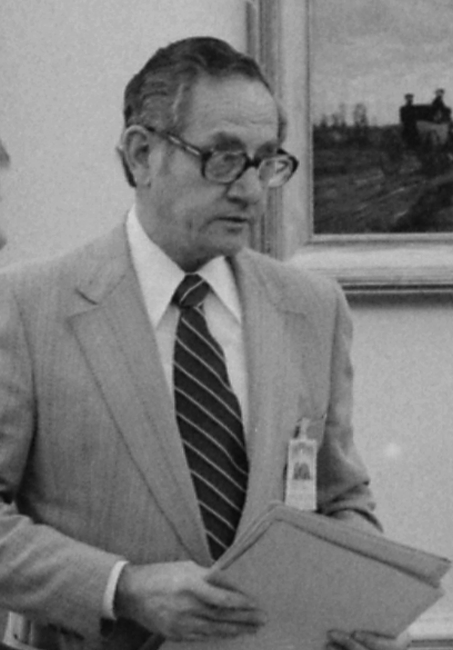
Robert Lipshutz (1977)

Robert Jerome Lipshutz (* 27. Dezember 1921 in Atlanta, Georgia; † 6. November 2010 ebenda) war ein US-amerikanischer Jurist, der unter anderem von 1977 bis 1979 Rechtsberater des Weißen Hauses (White House Counsel) während der Amtszeit von US-Präsident Jimmy Carter war.

## Leben
Robert Jerome Lipshutz, der russisch-jüdischer Abstammung war, absolvierte nach dem Besuch der Atlanta Boys’ High School zunächst ein grundständiges Studium an der University of Georgia, das er mit einem Bachelor of Arts (BA) beendete. Ein darauf folgendes Studium der Rechtswissenschaft an der juristischen Fakultät (Law School) der University of Georgia schloss er 1943 mit einem Juris Doctor (J.D.) ab und erhielt daraufhin die Zulassung als Rechtsanwalt im Bundesstaat Georgia (State Bar of Georgia). Nachdem er im Anschluss während des Zweiten Weltkrieges Militärdienst in der US Army abgeleistet hatte. 1947 wurde er Seniorpartner der Anwaltskanzlei Lipshutz and Macey und war in dieser bis 1977 tätig. Während der Amtszeit von Jimmy Carter als Gouverneur von Georgia war er zwischen 1972 und 1976 Vizevorsitzender der Behörde für menschliche Ressourcen (Human Resources Department) sowie von 1975 bis 1976 Nationaler Schatzmeister und Rechtsberater des erfolgreichen Wahlkampfes von Jimmy Carter bei der Präsidentschaftswahl am 2. November 1976.

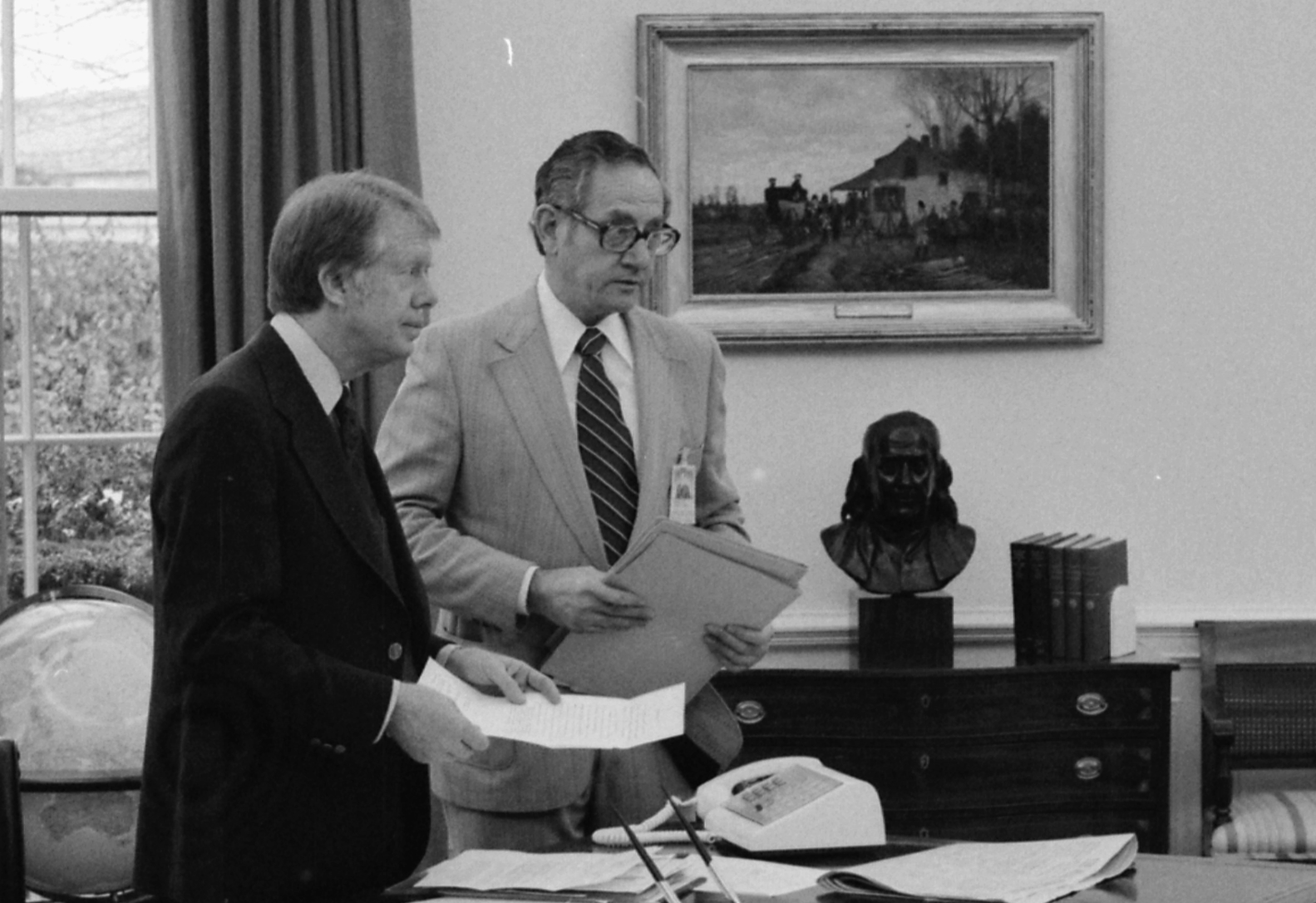
US-Präsident Jimmy Carter mit seinem Rechtsberater Robert Lipshutz (1977).

Nach dem Amtsantritt Carters als US-Präsident wurde Lipshutz am 20. Januar 1977 von diesem zum Rechtsberater des Weißen Hauses (White House Counsel) ernannt und bekleidete diese Funktion bis zum 1. Oktober 1979, woraufhin Lloyd Cutler ihn ablöste. In dieser Funktion beriet er den Präsidenten auch zum Thema Menschenrechte und Ergänzungen zum Internationalen Pakt über bürgerliche und politische Rechte, wobei er sich teilweise mit seiner Meinung nicht bei anderen Regierungsvertretern wie dem Nationalen Sicherheitsberater Zbigniew Brzeziński durchsetzen konnte und bei namhaften Völkerrechtler wie Anthony D’Amato und Louis Henkin auf deutliche Kritik stieß. Ferner beriet er den Präsidenten bei der Berufung von Richtern an die Bundesgerichte.
Im Zuge eines Ermittlungsverfahrens der Bundessteuerbehörde IRS (Internal Revenue Service) gegen den vorbestraften Lotterieunternehmer Wesley Merritt gerieten auch Lipshutz und dessen Anwaltskanzlei ins Visier der Fahnder wegen der vorherigen anwaltlichen Beratung in den Jahren 1974 und 1975.
Nach seinem Ausscheiden aus dem Regierungsdienst wurde Robert Lipshutz Seniorpartner der Anwaltskanzlei Lipshutz Greenblatt LLC. Daneben engagierte er sich in zahlreichen hebräisch-jüdischen Organisationen und war unter anderem zwischen 1982 und 1984 Mitglied der Kommission für Recht und soziale Handlungen des American Jewish Congress (AJC) sowie von 1983 bis 1986 Trustee der Union of American Hebrew Congregations (UAHC), eine 1873 vom Rabbiner Isaac Mayer Wise gegründete Organisation zur Förderung des liberalen Judentums in Nordamerika. Des Weiteren war er Präsident der Loge von B’nai B’rith in Atlanta, Trustee der Americans United for Separation of Church and State, Organisation, die sich für die Trennung von Trennung von Kirche und Staat in den USA einsetzt, sowie der Atlanta Jewish Federation. Auch war auch Trustee des Carter Center sowie Mitglied des Standard Club in Atlanta. Aus seiner Ehe mit Barbara Levin, die 1970 verstarb, gingen vier Töchter und zwei Söhne hervor. In zweiter Ehe war er bis zu seinem Tode 2010 mit Betty Beck verheiratet.

## Hintergrundliteratur
- Government Lawyers. The Federal Legal Bureaucracy and Presidential Politics, 1995, ISBN 0-7006-0706-4, S. 46 u. a. (google.de, Onlineversion (Auszug))
- Gene Asher: Legends. Georgians who Lived Impossible Dreams. 2005, ISBN 978-0-86554-977-7, S. 31 f. (google.de, Onlineversion (Auszug))
- Burton Ira Kaufman: The Carter Years. 2009, ISBN 978-0-8160-7458-7, S. 289 u. a. (google.de, Onlineversion (Auszug))
- Diane Kaufman, Scott Kaufman: Historical Dictionary of the Carter Era. 2013, ISBN 978-0-8108-7822-8, S. 167 f. (google.de, Onlineversion (Auszug))